# Kangkung (Mranggen)
Kangkung is een bestuurslaag in het regentschap Demak van de provincie Midden-Java, Indonesië. Kangkung telt 6853 inwoners (volkstelling 2010).